# Librantice
Librantice är en ort i Tjeckien. Den ligger i den centrala delen av landet, 110 km öster om huvudstaden Prag. Librantice ligger 260 meter över havet och antalet invånare är 425.
Terrängen runt Librantice är platt, och sluttar västerut. Runt Librantice är det ganska tätbefolkat, med 116 invånare per kvadratkilometer. Närmaste större samhälle är Hradec Králové, 9,7 km väster om Librantice. I omgivningarna runt Librantice växer i huvudsak blandskog.